# بشاير عبيد المنوري
بشاير عبيد المنوري (مواليد 13 مارس 1997) هي رياضية قطرية. تنافست في سباق 100 متر للسيدات في دورة الألعاب الأولمبية الصيفية 2020.

## روابط خارجية
نبذة عن Bashair Obaid AL MANWARI  على موقع الاتحاد الدولي لألعاب القوى
- Bashair Obaid AL MANWARI في اللجنة الأولمبية الدولية
- Bashayer Almanwari at Team Qatar